# Francesco Landini
Francesco Landini (o Landino) (c. 1325 - 2 de setembre de 1397) va ser un compositor, organista, cantant, poeta, constructor d'instruments i astròleg italià. Va ser un dels compositors més famosos i reverenciats de la segona meitat del segle xiv i el compositor italià més famós de l'època.

## Biografia
Els detalls de la seva vida es coneixen només parcialment, però a mesura que les investigacions han anat avançant, especialment amb relació als arxius de Florència, s'han pogut aclarir alguns detalls biogràfics. La majoria de les dades que se'n tenen provenen del cronista florentí, Filippo Villani.
Segons Villani, Landini va néixer a Florència, encara que el seu besnet, l'humanista Cristoforo Landino, situa el seu lloc de naixement a Fiesole. El seu pare, Jacopo del Casentino, va ser un pintor conegut de l'escola de Giotto. Des de la seva infantesa va ser cec (per culpa de la verola), per la qual cosa es va dedicar a la música des de molt jove. Va tocar molts instruments, incloent-hi el llaüt. També es dedicà al cant, la poesia i la composició. En les seves cròniques, Villani, també el cita com a inventor d'instruments, com un instrument de corda anomenat syrenam.

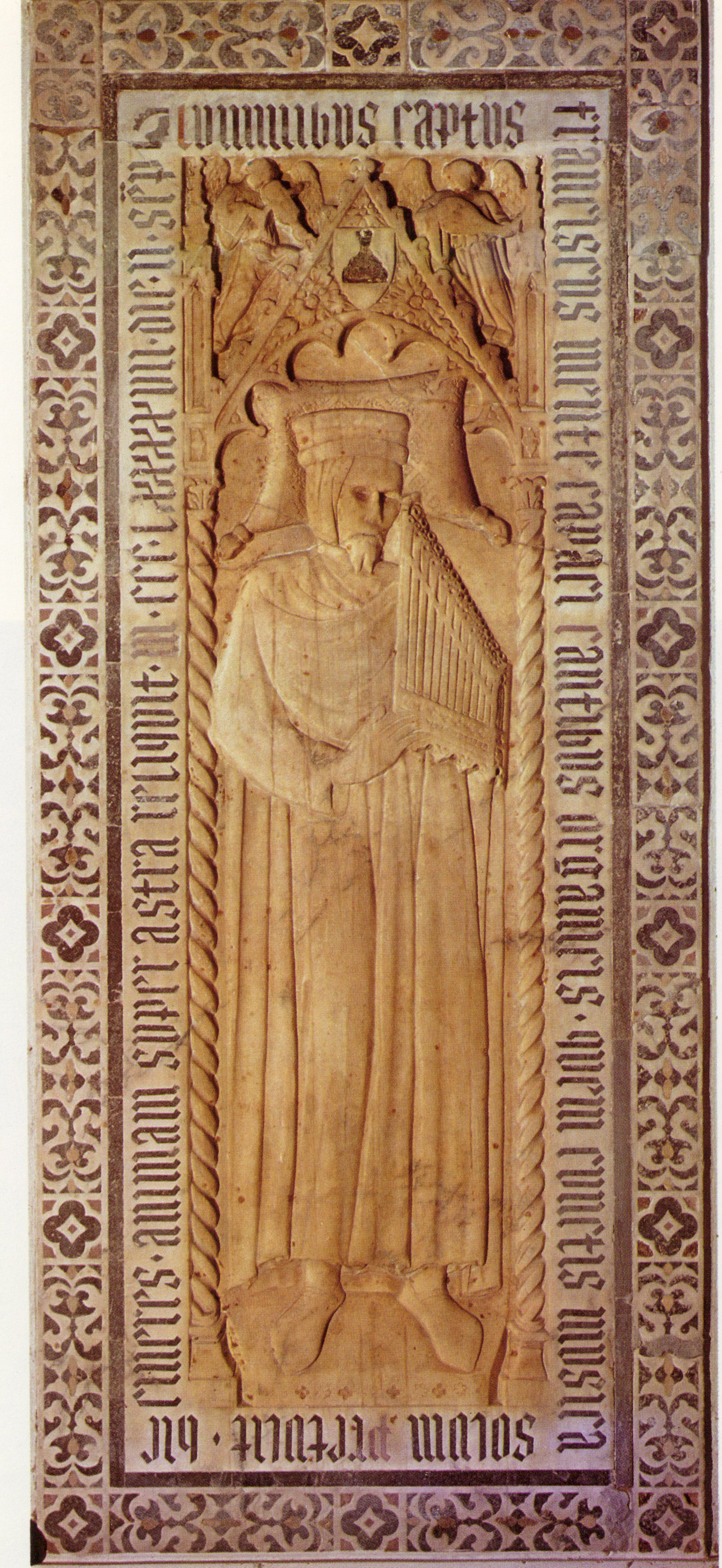
Làpida de la tomba de Landini a San Lorenzo de Florència.

Segons ens explica Villani, el rei de Xipre, qui en la dècada de 1360 va estar diverses vegades a Venècia, li va concedir una corona de llorer. Possiblement, abans de 1370, Landini va viure algun temps al nord d'Itàlia.
En 1361, va ser contractat com a organista al monestir florentí de la Santa Trinità i a partir de 1365, a la Basílica de San Lorenzo de Florència. Va estar involucrat en les controvèrsies polítiques i religioses del seu temps, si bé va mantenir bones relacions amb les autoritats florentines. Landini va conèixer molts altres compositors del Trecento italià, com Lorenzo da Firenze, amb qui va treballar a la Santa Trinità, així com amb Andrea da Firenze, a qui va conèixer en la dècada del 1370.
Landini està enterrat a la basílica de San Lorenzo de Florència. La seva tomba conté una imatge seva amb un orgue portàtil.

## Obra
Landini va ser el músic més important del Trecento italià, estil també conegut com a ars nova italiana. Encara que pels documents existents se sap que va compondre obres religioses, només han sobreviscut obres seculars: 89 ballate per a dues veus, 42 ballate per a tres veus i unes altres 9, de les quals es coneixen versions per a dues i tres veus. També han sobreviscut uns quants madrigals. Es creu que va escriure els texts per a la major part de les seves peces. Les seves obres representen gairebé la quarta part de la producció de música italiana del segle xiv que ha arribat fins a l'actualitat.
A partir del seu nom existeix l'anomenada «cadència de Landini». Tanmateix, aquesta cadència ni va ser inventada per ell ni apareix només en la seva música. De fet, apareix en la major part de la música polifònica de la seva època així com en una part de la música del segle xv; per exemple, en les cançons de Gilles Binchois.